# 五月廣場母親
五月廣場母親（西班牙語：Madres de Plaza de Mayo）是在1976年和1983年间在阿根廷因为反对政府独裁内失去家属的人们所进行的运动。
1976至1983年間阿根廷大約有三萬名左翼學生、知識分子、記者、工人消失，被稱為「肮脏战争」（Guerra Sucia）。自1977年起每星期四下午，喪失兒女的母親們靜靜地拉起抗議的布條，在阿根廷總統府前的五月廣場（Plaza de Mayo）繞圓行走。
1992年，五月廣場母親作为一个团体获得了萨哈罗夫奖。
该组织曾是玻利瓦尔人民大会的成员。